# A Girl's Folly
Pour plus de détails, voir Fiche technique et Distribution.
A Girl's Folly est un film muet américain réalisé par Maurice Tourneur, sorti en 1917.

## Synopsis
Mary Baker vit avec sa mère à la campagne et s'ennuie avec son amoureux Johnny Applebloom. Elle rêve de vivre à la ville. Lorsqu'un western doit être tourné dans sa ville du New Jersey, la peur de Mary à la vue des "Indiens" fait rater une prise, mais lui permet de rencontrer l'acteur principal Kenneth Driscoll. Driscoll invite Mary au studio, et son charme lui permet de postuler pour le rôle de l'ingénue, mais elle rate son bout d'essai et, inconsolable, elle se prépare à rentrer chez elle. Driscoll, qui avait quitté son amour de longue date, l'actrice Vivian Carleton, pour une jeune actrice, offre à Mary de l'aider à s'installer en ville. Elle finit par accepter et Driscoll organise une soirée pour célébrer cela. Pendant la soirée, la mère de Mary arrive pour trouver sa fille, ivre pour la première fois de sa vie. Driscoll réussit à cacher ses intentions à la mère de Mary, et suggère que Mary retourne chez elle. Johnny la retrouve à la gare, pendant que Driscoll et Vivian se réconcilient.

## Fiche technique
- Titre original : A Girl's Folly
- Réalisation : Maurice Tourneur
- Assistant : Clarence Brown
- Scénario : Frances Marion, Maurice Tourneur
- Direction artistique : Ben Carré
- Photographie : John van den Broek
- Montage : Clarence Brown
- Production : William A. Brady
- Société de production : Paragon Films
- Société de distribution : World Film Corporation
- Pays de production :  États-Unis
- Langue originale : anglais
- Format : noir et blanc — 35 mm — 1,37:1 — Muet
- Genre : Comédie dramatique
- Durée : 65 minutes
- Date de sortie :
  - États-Unis : 26 février 1917
- Licence : domaine public

## Distribution
- Robert Warwick : Kenneth Driscoll
- June Elvidge : Vivian Carleton
- Doris Kenyon : Mary Baker
- Johnny Hines : Hank, une vedette de cinéma
- Chester Barnett : Johnny Applebloom
- Leatrice Joy : une actrice en costume de cow-girl
- Jane Adair : Mme Baker
- Maurice Tourneur : un figurant sur le tournage du film dans le film
- Josef von Sternberg : un cadreur sur le tournage du film dans le film
- Émile Chautard : un figurant sur le tournage du film dans le film